# Боженко Вадим Євгенович
Вадим Євгенович Боженко (рос. Вадим Евгеньевич Боженко; нар. 21 січня 1971, Волзький, Волгоградська область, РРФСР) —радянський та російський футболіст та арбітр, виступав на позиції захисника та півзахисника.

## Життєпис
Вихованець футбольних секцій міста Волзький і волгоградської СДЮШОР № 4. У дорослих змаганнях почав виступати в 1988 році за клуб «МЦОП-Волгоградець» у першості КФК.
У 1989 році грав за дубль волгоградського «Ротора», який проводив сезон у вищій лізі СРСР. За основний склад команди провів три матчі в Кубку Федерації, дебютував 22 березня 1989 року в поєдинку проти «Дніпра», замінивши на 59-й хвилині А. Наслєдова. 
У 1990 році повернувся у Волзький і протягом трьох з половиною сезонів виступав за місцеве «Торпедо» в першостях СРСР і Росії в другій та першій лігах, зіграв 79 матчів та відзначився 1 голом. Потім провів півтора сезони в московському ЦСКА-2 в другій і третій лігах.
В 1995 році виступав у вищій лізі України за луганську «Зорю-МАЛС». Дебютний матч зіграв 10 березня 1995 року проти «Кривбасу», а всього за половину сезону зіграв 13 матчів. «Зоря» в тому сезоні виступала невдало, посівши 16-е місце серед 18 команд.
Осінню частину сезону 1995 року футболіст провів у складі липецького «Металурга» у другій лізі Росії, а після закінчення сезону завершив професійну кар'єру.
Спробував себе в ролі лінійного арбітра. Єдиний матч у суддівській кар'єрі провів 24 липня 1994 року в рімках Третьої ліги Росії, «ЦСКА-2» (Москва) - «Чертаново» (Москва) (1:2).
У 2010-х роках брав участь у змаганнях ветеранів у складі команд міста Волзького.